# Kiryl Pyachenin
Kiryl Pyachenin (tiếng Belarus: Кірыл Пячэнін; tiếng Nga: Кирилл Печенин; sinh 18 tháng 3 năm 1997) là một cầu thủ bóng đá Belarus. Tính đến năm 2021, anh thi đấu cho Rukh Brest.